# 1925 год в СССР

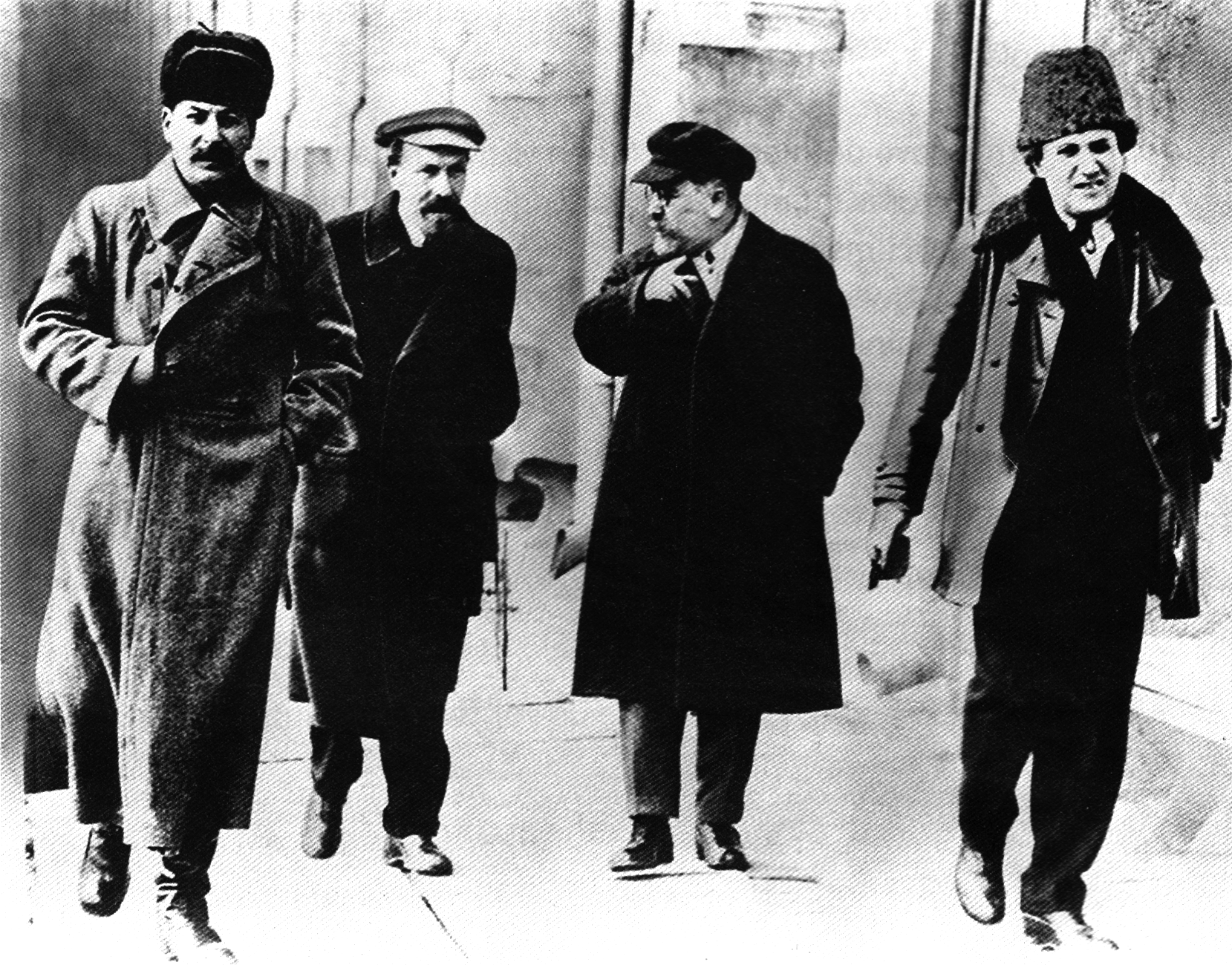
Сталин, Рыков, Каменев и Зиновьев

## Январь
- 2 января — образована Автономная Горно-Бадахшанская область в составе Таджикской АССР.
- 15 января 
  - вышла в эфир первая в СССР любительская радиостанция Ф. А. Лбова (позывной R1FL).
  - Лев Троцкий подаёт в отставку с поста наркома по военным и морским делам
- 20 января — Подписание советско-японской конвенции. По этому договору к 15 мая японские войска покинули северный Сахалин, его заняли советские войска

## Февраль
- 16 февраля
  - Образована Каракалпакская автономная область
  - В Минске открыта Библиотека Института белорусской культуры (Инбелкульт)

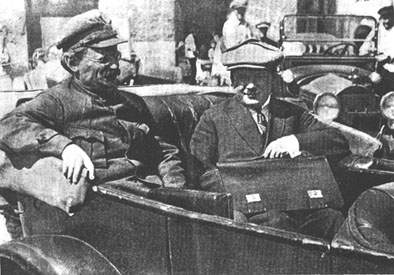
Лидеры Левой оппозиции Лев Троцкий и Леонид Серебряков

## Март
- 18 марта — в СССР был принят закон об обязательной военной службе.
- 19 марта — в Москве скончался один из Председателей Центрального Исполнительного Комитета СССР Нариман Наджаф-оглы Нариманов
- 22 марта — Катастрофа Junkers F 13 под Тифлисом

## Апрель
- 7 апреля — Умер патриарх Тихон, у которого так и не нашлось преемника. В своём «завещании» патриарх призывает церковь быть лояльной к советскому режиму.
- 10 апреля — переименование города Царицын в город Сталинград.
- 21 апреля — Образование Чувашской Автономной Советской Социалистической Республики.

## Май
- 13 мая — 3-й съезд Советов СССР принял постановление о вхождении в состав Союза ССР Туркменской Советской Социалистической Республики и Узбекской Советской Социалистической Республики
- 25 мая — образован Сибирский край

## Июнь
- 16 июня — в Крыму открыт пионерский лагерь-санаторий, будущий Всесоюзный пионерский лагерь «Артек» (в настоящее время — Международный детский центр «Артек»).

## Июль
- 10 июля — Создано Телеграфное агентство Советского Союза (ТАСС)[1]
- 27 июля — ЦИК и СНК СССР приняли постановление «О признании Российской Академии наук высшим научным учреждением Союза ССР» в связи с её 200-летним юбилеем

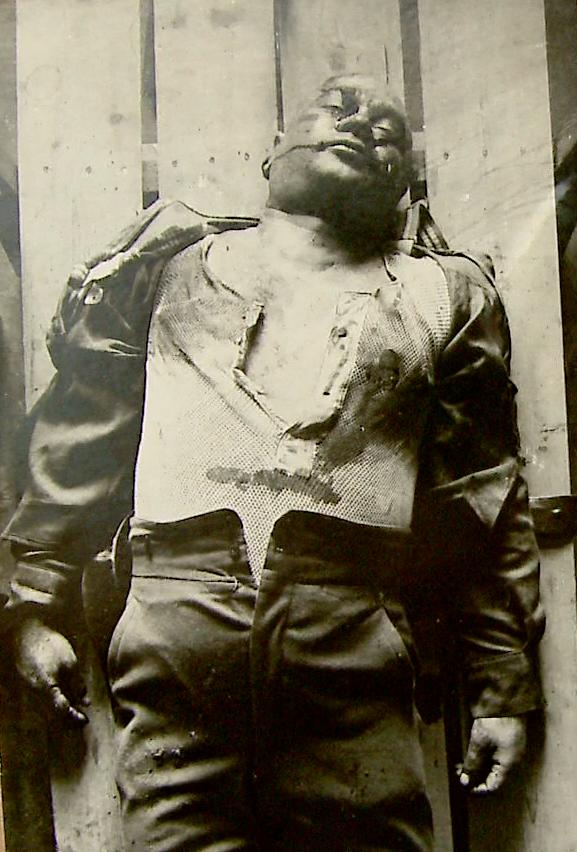
Тело Котовского после убийства

## Август
- 6 августа — при не до конца выясненных обстоятельствах убит Григорий Иванович Котовский, видный советский военачальник, герой Гражданской войны.

## Сентябрь
- 16 сентября — Умер создатель теории нестационарной Вселенной Александр Александрович Фридман
- 23 сентября — Принят Закон об обязательной двухлетней военной службе.

## Октябрь
- 12 октября — Заключён советско-германский торговый договор.
- 31 октября — умер полководец красной армии времён Гражданской войны Михаил Васильевич Фрунзе

## Ноябрь
- 9 ноября — Крушение на станции Дивово
- Запущен первый теплоход в СССР.

## Декабрь
- 6 декабря — пуск Шатурской электростанции имени В. И. Ленина.
- 28 декабря — В Ленинграде, в гостинице Англетер в странных обстоятельствах умер поэт серебряной эпохи Сергей Есенин
- 18—31 декабря — XIV съезд ВКП(б), на котором был принят курс на индустриализацию[2].

## Родились
- 15 сентября — Кирилл Лавров, советский и российский актёр и режиссёр театра и кино[3][4]

## Умерли
- 28 декабря — Сергей Есенин, поэт[5]